# Jonasz Tołopiło
Jonasz Łukasz Tołopiło (ur. 1 stycznia 1990 w Warszawie) – polski aktor dubbingowy, telewizyjny, filmowy i teatralny.
Jest autorem zdjęć wykorzystanych na okładkach minialbumów Trójkąt warszawski i Umowa o dzieło Taco Hemingwaya oraz reżyserem (wraz z Łukaszem Partyką) klipu do utworu „6 zer” rapera, który jest jego przyjacielem.

## Polski dubbing
- 2017: Dishonored: Death of the Outsider – Odmieniec
- 2016: Dishonored 2 – Odmieniec
- 2014: Wróżkowie chrzestni: Rajskie tarapaty – Timmy
- 2014: Tarzan: Król dżungli – Tarzan
- 2014: Kroniki Xiaolin – Raimundo Pedrosa
- 2011: Harry Potter i Insygnia Śmierci: Część II – Harry Potter
- 2010: Harry Potter i Insygnia Śmierci: Część I – Harry Potter
- 2009: Dragon Age: Początek – Zevran
- 2009: Harry Potter i Książę Półkrwi – Harry Potter
- 2009: Hotel dla psów – Dave
- 2007: Harry Potter i Zakon Feniksa – Harry Potter
- 2007-2010: iCarly –
  - Koleś łaskoczący się (odc. 10),
  - Tom Higgenson (odc. 11)
  - Rooney Zdzierca, (odc. 16, 17,19),
  - Niezadowolony Fan (odc. 18),
  - Harper (odc. 23),
- 2005: Awatar: Legenda Aanga – Sokka
- 2005: Karol do kwadratu – Karol / K2
- 2005: Harry Potter i Czara Ognia – Harry Potter
- 2004-2008: Drake i Josh –
  - Drake Parker (od odc. 56),
  - Trevor (odc. 6),
  - Devin Malone (odc. 7),
  - Mark (odc. 11),
  - Lekarz (odc. 11),
  - Miles (odc. 12)
- 2004: Harry Potter i więzień Azkabanu – Harry Potter
- 2004: Żony ze Stepford
- 2003: 101 dalmatyńczyków II. Londyńska przygoda
- 2003: Mali agenci 3D: Trójwymiarowy odjazd – Francis
- 2003-2006: Xiaolin – pojedynek mistrzów – Raimundo Pedrosa
- 2003: Piotruś Pan – Piotruś Pan
- 2003: Prosiaczek i przyjaciele – Krzyś
- 2003: Fałszywa dwunastka – Henry
- 2003: Kot – Pies Burek
- 2003: Gdzie jest Nemo? – Dzieci szkolne / Ławica / Żółwik #5 / Krab młody
- 2002: Mali agenci 2: Wyspa marzeń
- 2002: Barbie jako Roszpunka – Tommy
- 2001-2004: Samuraj Jack
- 2001: Lizzie McGuire – Gordo
- 2001: Zakochany kundel II: Przygody Chapsa – Chaps
- 2001: Harry Potter i Kamień Filozoficzny – Harry Potter
- 2001: Wakacje. Żegnaj szkoło – Gustav Patten „Gus” Griswald
- 2001: Kubusiowe opowieści – Krzyś
- 2000: George Niewielki – George Niewielki
- 2000: Tygrys i przyjaciele – Krzyś
- 2000: Wampirek
- 2000: Sztruksik – Moppy
- 1999: Mickey: Bajkowe święta – Max Goof
- 1999: Ed, Edd i Eddy – Jimmy
- 1999: Gwiezdne wojny: część I – Mroczne widmo – Anakin Skywalker
- 1998-2000: I pies, i wydra – Pyszczek
- 1998-2001: Olinek Okrąglinek – Olinek (I, II i III seria)
- 1998: Babe − świnka w mieście – Bogo
- 1997-2001: Byle do przerwy – Gus
- 1997: Pożyczalscy – Groszek
- 1995: Dragon Ball Z: Fuzja – Trunks
- 1995: Dragon Ball Z: Atak smoka – Trunks
- 1994-1998: Magiczny autobus
- 1994: Skoś trawnik tato, a dostaniesz deser – Justin Cochran
- 1993: Huckleberry Finn
- 1992: Nowe podróże Guliwera
- 1991: Przygody Syrenki – Barnaba
- 1991: Piękna i Bestia
- 1990-1994: Przygody Animków – Milo / Brat Elmiry
- 1990: Piotruś Pan i piraci – Janek
- 1987: Wielka ucieczka Misia Yogi
- 1973: Robin Hood
- 1963: Miecz w kamieniu (nowa wersja dubbingu) – Artur